# 世界マッチプレー選手権
世界マッチプレー選手権（World Matchplay Championship ）はヨーロピアンツアーの一戦で、毎年開催されていたゴルフトーナメント。

## 概要
1964年、マーク・マコーマックが1対1の方式で大会を提案。過去にはピカデリー、トヨタ自動車、サントリー、シスコシステムズ、HSBCが冠スポンサーだったが、2009年からスウェーデンの自動車メーカー・ボルボが冠スポンサーとなっていた。
大会は最初の3日間が1組4名の計4組に分かれて3日間の総当たり戦を実施。上位2名がノックアウト方式の決勝トーナメントに進出し、最終日に優勝者を決定する。以前は全試合ノックアウト方式で行われていた。

## 歴代決勝戦結果
| 年                                       | 優勝者                              | 国・地域                            | 準優勝者                            | 国・地域                            | 決勝結果                            |                                     |
| Volvo World Match Play Championship      | Volvo World Match Play Championship | Volvo World Match Play Championship | Volvo World Match Play Championship | Volvo World Match Play Championship | Volvo World Match Play Championship | Volvo World Match Play Championship |
| ---------------------------------------- | ----------------------------------- | ----------------------------------- | ----------------------------------- | ----------------------------------- | ----------------------------------- | ----------------------------------- |
| 2015                                     | 開催なし                            | 開催なし                            | 開催なし                            | 開催なし                            | 開催なし                            |                                     |
| 2014                                     | ミッコ・イロネン                    | フィンランド                        | ヘンリク・ステンソン                | スウェーデン                        | 3 & 1                               |                                     |
| 2013                                     | グレーム・マクドウェル              | 北アイルランド                      | トンチャイ・ジェイディ              | タイ                                | 2 & 1                               |                                     |
| 2012                                     | ニコラス・コルサーツ                | ベルギー                            | グレーム・マクドウェル              | 北アイルランド                      | 1 up                                |                                     |
| 2011                                     | イアン・ポールター                  | イングランド                        | ルーク・ドナルド                    | イングランド                        | 2 & 1                               |                                     |
| 2010                                     | 開催なし                            | 開催なし                            | 開催なし                            | 開催なし                            | 開催なし                            |                                     |
| 2009                                     | ロス・フィッシャー                  | イングランド                        | アンソニー・キム                    | アメリカ合衆国                      | 4 & 3                               |                                     |
| 2008                                     | 開催なし                            | 開催なし                            | 開催なし                            | 開催なし                            | 開催なし                            |                                     |
| HSBC World Match Play Championship       |                                     |                                     |                                     |                                     |                                     |                                     |
| 2007                                     | アーニー・エルス (7)                | 南アフリカ共和国                    | アンヘル・カブレラ                  | アルゼンチン                        | 6 & 4                               |                                     |
| 2006                                     | ポール・ケーシー                    | イングランド                        | ショーン・ミキール                  | アメリカ合衆国                      | 10 & 8                              |                                     |
| 2005                                     | マイケル・キャンベル                | ニュージーランド                    | ボール・マッギンリー                | アイルランド                        | 2 & 1                               |                                     |
| 2004                                     | アーニー・エルス (6)                | 南アフリカ共和国                    | リー・ウエストウッド                | イングランド                        | 2 & 1                               |                                     |
| 2003                                     | アーニー・エルス (5)                | 南アフリカ共和国                    | トーマス・ビヨン                    | デンマーク                          | 4 & 3                               |                                     |
| Cisco World Match Play Championship      |                                     |                                     |                                     |                                     |                                     |                                     |
| 2002                                     | アーニー・エルス (4)                | 南アフリカ共和国                    | セルヒオ・ガルシア                  | スペイン                            | 2 & 1                               |                                     |
| 2001                                     | イアン・ウーズナム (3)              | ウェールズ                          | パドレイグ・ハリントン              | アイルランド                        | 2 & 1                               |                                     |
| 2000                                     | リー・ウエストウッド                | イングランド                        | コリン・モンゴメリー                | スコットランド                      | 38 holes                            |                                     |
| 1999                                     | コリン・モンゴメリー                | スコットランド                      | マーク・オメーラ                    | アメリカ合衆国                      | 3 & 2                               |                                     |
| 1998                                     | マーク・オメーラ                    | アメリカ合衆国                      | タイガー・ウッズ                    | アメリカ合衆国                      | 1 up                                |                                     |
| Toyota World Match Play Championship     |                                     |                                     |                                     |                                     |                                     |                                     |
| 1997                                     | ビジェイ・シン                      | フィジー                            | アーニー・エルス                    | 南アフリカ共和国                    | 1 up                                |                                     |
| 1996                                     | アーニー・エルス (3)                | 南アフリカ共和国                    | ビジェイ・シン                      | フィジー                            | 3 & 2                               |                                     |
| 1995                                     | アーニー・エルス (2)                | 南アフリカ共和国                    | スティーブ・エルキントン            | オーストラリア                      | 3 & 1                               |                                     |
| 1994                                     | アーニー・エルス (1)                | 南アフリカ共和国                    | コリン・モンゴメリー                | スコットランド                      | 4 & 2                               |                                     |
| 1993                                     | コリー・ペイビン                    | アメリカ合衆国                      | ニック・ファルド                    | イングランド                        | 1 up                                |                                     |
| 1992                                     | ニック・ファルド (2)                | イングランド                        | ジェフ・スルーマン                  | アメリカ合衆国                      | 8 & 7                               |                                     |
| 1991                                     | セベ・バレステロス (5)              | スペイン                            | ニック・プライス                    | ジンバブエ                          | 3 & 2                               |                                     |
| Suntory World Match Play Championship    |                                     |                                     |                                     |                                     |                                     |                                     |
| 1990                                     | イアン・ウーズナム (2)              | ウェールズ                          | マーク・マクナルティ                | ジンバブエ                          | 4 & 2                               |                                     |
| 1989                                     | ニック・ファルド (1)                | イングランド                        | イアン・ウーズナム                  | ウェールズ                          | 1 up                                |                                     |
| 1988                                     | サンディ・ライル                    | スコットランド                      | ニック・ファルド                    | イングランド                        | 2 & 1                               |                                     |
| 1987                                     | イアン・ウーズナム (1)              | ウェールズ                          | サンディ・ライル                    | スコットランド                      | 1 up                                |                                     |
| 1986                                     | グレグ・ノーマン (3)                | オーストラリア                      | サンディ・ライル                    | スコットランド                      | 2 & 1                               |                                     |
| 1985                                     | セベ・バレステロス (4)              | スペイン                            | ベルンハルト・ランガー              | ドイツ                              | 6 & 5                               |                                     |
| 1984                                     | セベ・バレステロス (3)              | スペイン                            | ベルンハルト・ランガー              | ドイツ                              | 2 & 1                               |                                     |
| 1983                                     | グレグ・ノーマン (2)                | オーストラリア                      | ニック・ファルド                    | イングランド                        | 3 & 2                               |                                     |
| 1982                                     | セベ・バレステロス (2)              | スペイン                            | サンディ・ライル                    | スコットランド                      | 37 holes                            |                                     |
| 1981                                     | セベ・バレステロス (1)              | スペイン                            | ベン・クレンショー                  | アメリカ合衆国                      | 1 up                                |                                     |
| 1980                                     | グレグ・ノーマン (1)                | オーストラリア                      | サンディ・ライル                    | スコットランド                      | 1 up                                |                                     |
| 1979                                     | ビル・ロジャース                    | アメリカ合衆国                      | 青木功                              | 日本                                | 1 up                                |                                     |
| Colgate World Match Play Championship    |                                     |                                     |                                     |                                     |                                     |                                     |
| 1978                                     | 青木功                              | 日本                                | シモン・オーウェン                  | ニュージーランド                    | 3 & 2                               |                                     |
| 1977                                     | グラハム・マーシュ                  | オーストラリア                      | レイモンド・フロイド                | アメリカ合衆国                      | 5 & 3                               |                                     |
| Piccadilly World Match Play Championship |                                     |                                     |                                     |                                     |                                     |                                     |
| 1976                                     | デビッド・グラハム                  | オーストラリア                      | ヘール・アーウィン                  | アメリカ合衆国                      | 38 holes                            |                                     |
| 1975                                     | ヘール・アーウィン (2)              | アメリカ合衆国                      | アル・ガイバーガー                  | アメリカ合衆国                      | 4 & 2                               |                                     |
| 1974                                     | ヘール・アーウィン (1)              | アメリカ合衆国                      | ゲーリー・プレーヤー                | 南アフリカ                          | 3 & 1                               |                                     |
| 1973                                     | ゲーリー・プレーヤー (5)            | 南アフリカ                          | グラハム・マーシュ                  | オーストラリア                      | 40 holes                            |                                     |
| 1972                                     | トム・ワイスコフ                    | アメリカ合衆国                      | リー・トレビノ                      | アメリカ合衆国                      | 4 & 3                               |                                     |
| 1971                                     | ゲーリー・プレーヤー (4)            | 南アフリカ                          | ジャック・ニクラス                  | アメリカ合衆国                      | 5 & 4                               |                                     |
| 1970                                     | ジャック・ニクラス                  | アメリカ合衆国                      | リー・トレビノ                      | アメリカ合衆国                      | 2 & 1                               |                                     |
| 1969                                     | ボブ・チャールズ                    | ニュージーランド                    | ジーン・リトラー                    | アメリカ合衆国                      | 37 holes                            |                                     |
| 1968                                     | ゲーリー・プレーヤー (3)            | 南アフリカ                          | ボブ・チャールズ                    | ニュージーランド                    | 1 up                                |                                     |
| 1967                                     | アーノルド・パーマー (2)            | アメリカ合衆国                      | ピーター・トムソン                  | オーストラリア                      | 1 up                                |                                     |
| 1966                                     | ゲーリー・プレーヤー (2)            | 南アフリカ                          | ジャック・ニクラス                  | アメリカ合衆国                      | 6 & 4                               |                                     |
| 1965                                     | ゲーリー・プレーヤー (1)            | 南アフリカ                          | ピーター・トムソン                  | オーストラリア                      | 3 & 2                               |                                     |
| 1964                                     | アーノルド・パーマー (1)            | アメリカ合衆国                      | ニール・コールズ                    | イングランド                        | 2 & 1                               |                                     |

## 歴代優勝回数
1度優勝は割愛
- 7回：アーニー・エルス
- 5回：セベ・バレステロス、ゲーリー・プレーヤー
- 3回：グレッグ・ノーマン、イアン・ウーズナム
- 2回：ニック・ファルド、ヘール・アーウィン、アーノルド・パーマー

## 出場資格
参加する選手は16名である。2014年大会の出場資格は：
1. 前年度優勝者
2. 前年度レース・トゥ・ドバイ総合優勝
3. 当年度ボルボ・ゴルフ・チャンピオンズ優勝者
4. 当年度ボルボ中国オープン優勝者
5. 当年度スコティッシュ・オープン優勝者
6. 当年全英オープン終了時点での世界ランク上位3名
7. 当年全英オープン終了時点でのレース・トゥ・ドバイランク上位3名
8. 当年度メジャー選手権優勝者
9. 特別招待1名